# تشاتانوغا ريد وولفز
نادي تشاتانوغا ريد وولفز لكرة القدم (بالإنجليزية: Chattanooga Red Wolves Soccer Club) هو فريق كرة قدم أمريكي تأسس في سنة 2018 في مدينة تشاتانوغا، تينيسي.